# Jedna godzina z tobą
Jedna godzina z tobą (ang. One Hour with You) – amerykański film fabularny z 1932 roku w reżyserii George'a Cukora i Ernsta Lubitscha.

## Obsada
- Maurice Chevalier jako doktor Andre Bertier
- Jeanette MacDonald jako Colette Bertier
- Genevieve Tobin jako Mitzi Olivier
- Charles Ruggles jako Adolph
- Roland Young jako profesor Olivier
- Josephine Dunn jako mademoiselle Martel
- Richard Carle jako Henri Dornier, prywatny detektyw
- Barbara Leonard jako pokojówka Mitzi
- George Barbier jako komisarz policji
- Donald Novis jako śpiewak
- Charles Coleman jako Marcel (niewymieniony w czołówce)
- Kent Taylor jako gość na przyjęciu (niewymieniony w czołówce)

## Nagrody i nominacje
| Nazwa nagrody | Wygrane            | Nominacje                                      |
| ------------- | ------------------ | ---------------------------------------------- |
| Oscar         | 1932 bez rezultatu | 1932 Najlepszy film wytwórnia Paramount Publix |